# Équipe cycliste AV Fatima-San Juan Biker Motos-Electro 3
L'équipe cycliste AV Fatima-San Juan Biker Motos-Electro 3 est une équipe cycliste argentine active entre 2015 et 2023. Elle court avec le statut d'équipe continentale de 2017 à 2023.

## Histoire de l'équipe
L'équipe est sponsorisée en grande partie par le gouvernement de la Province de San Juan, notamment pour avoir des coureurs locaux au Tour de San Juan. Après un changement de gouvernement, elle disparait en cours de saison 2023, après 25 ans d'existence, dont 7 ans comme équipe continentale,.

## Principales victoires

### Courses par étapes
- Vuelta del Porvenir San Luis : 2022 (Nicolás Tivani)
- Vuelta a Formosa Internacional : 2022 (Nicolás Tivani)

## Classements UCI
L'équipe participe aux épreuves des circuits continentaux et en particulier de l'UCI America Tour. Les tableaux ci-dessous présentent les classements de l'équipe sur les différents circuits, ainsi que son meilleur coureur au classement individuel.
UCI America Tour
| UCI America Tour | UCI America Tour       | UCI America Tour                          | UCI America Tour |
| Année            | Classement par équipes | Meilleur coureur au classement individuel |                  |
| ---------------- | ---------------------- | ----------------------------------------- | ---------------- |
| 2017             | 18e                    | Ricardo Escuela (55e)                     |                  |
| 2018             | 23e                    | Mauro Abel Richeze (161e)                 |                  |
| 2019             | 19e                    | Nicolás Tivani (123e)                     |                  |
| 2020             | 11e                    | Nicolás Tivani (73e)                      |                  |
| 2022             | 11e                    | Nicolás Tivani (29e)                      |                  |
| 2023             | 23e                    | -                                         |                  |
|                  |                        |                                           |                  |
| Source : UCI     |                        |                                           |                  |

L'équipe est également classée au Classement mondial UCI qui prend en compte toutes les épreuves UCI et concerne toutes les équipes UCI.
| Classement mondial | Classement mondial     | Classement mondial                        | Classement mondial |
| Année              | Classement par équipes | Meilleur coureur au classement individuel |                    |
| ------------------ | ---------------------- | ----------------------------------------- | ------------------ |
| 2017               | -                      | Ricardo Escuela (949e)                    |                    |
| 2018               | -                      | Mauro Abel Richeze (1534e)                |                    |
| 2019               | 164e                   | Nicolás Tivani (987e)                     |                    |
| 2020               | 138e                   | Nicolás Tivani (948e)                     |                    |
| 2022               | 99e                    | Nicolás Tivani (343e)                     |                    |
| 2023               | 196e                   | -                                         |                    |
|                    |                        |                                           |                    |
| Source : UCI       |                        |                                           |                    |

## Agrupación Virgen de Fátima-San Juan Biker Motos en 2022
| Cycliste                      | Date de naissance | Nationalité | Équipe 2021                                 |  |
| ----------------------------- | ----------------- | ----------- | ------------------------------------------- |  |
| Adolfo Exequiel Alarcon       | 17 mai 2002       | Argentine   |                                             |  |
| Julian Alejandro Diaz Sanchez | 5 janvier 2004    | Argentine   |                                             |  |
| Ricardo Escuela               | 23 mai 1983       | Argentine   | Agrupación Virgen de Fátima-SaddleDrunk     |  |
| Oscar Alfredo Gomez           | 30 juillet 1981   | Argentine   | Agrupación Virgen de Fátima-SaddleDrunk     |  |
| Daniel Omar Juárez            | 14 mars 1988      | Argentine   | Agrupación Virgen de Fátima-SaddleDrunk     |  |
| Alejandro Quilci              | 12 juillet 1987   | Argentine   | Municipalidad de Rawnson                    |  |
| Gerardo Matías Tivani         | 26 janvier 1991   | Argentine   | Equipo Continental Municipalidad de Pocito  |  |
| German Nicolás Tivani         | 31 octobre 1995   | Argentine   | Agrupación Virgen de Fátima-SaddleDrunk     |  |
| Efrain Tolosa                 | 17 mars 1995      | Argentine   | Sindicato de Empleados Públicos de San Juan |  |
| Franco Martin Vecchi          | 29 avril 1993     | Argentine   |                                             |  |